# Mourir d'aimer (chanson)
Mourir d'aimer est une chanson écrite et interprétée par Charles Aznavour, parue en 1971, sur l'album Non, je n'ai rien oublié et en 45 tours.  
La mélodie est très fortement inspirée de l'Andante de l'Etude en Do dièse mineur de (Op.2 No.1) d'Alexandre Scriabine.  

## Histoire
La chanson Mourir d'aimer s'inspire (sans la nommer), de l'histoire de Gabrielle Russier professeure agrégée de lettres et de sa relation amoureuse avec un élève mineur, en 1968. Condamnée par la justice pour détournement de mineur, en attente d'un jugement en appel (prévu en octobre), l'enseignante, âgée de 32 ans, se suicide en septembre 1969. Le suicide de madame Russier est un fait de société à l'origine d'une polémique en France relative aux relations amoureuses, au consentement et à l'âge de la majorité sexuelle. 
La chanson d'Aznavour figure sur un album et sur un 45 tours. Au verso du 45 tours, elle est présentée comme «inspirée» du film homonyme d'André Cayatte. C'est un imbroglio contractuel. D'après l'ouvrage de Bertrand Dicale et André Manoukian de 2016 sur des chansons françaises célèbres dont ce titre, cette chanson a été commandée par André Cayatte à Charles Aznavour mais André Cayatte ne l'a pas utilisée pour la bande son du film, le contrat passé en définitive avec le compositeur de musiques de la bande-son bloquant cette utilisation (mais en France seulement). Par contre, Charles Aznavour, ému par l'histoire de Gabrielle Russier a enregistré et diffusé cette chanson, autorisé par le réalisateur à réutiliser le titre du film pour la chanson,. Il l'a également  assez régulièrement interprété sur scène, y compris en duo avec Isabelle Boulay, ou encore Chimène Badi. Il a aussi enregistré une version italienne dès 1971, puis en 1972 des versions espagnoles, allemandes et anglaises.

## Discographie
1971 :
- 45 tours promotionnel Barclay 61401 : Non, je n'ai rien oublié - Mourir d'aimer[5]
- 45 tours Barclay 61401J : Non, je n'ai rien oublié - Mourir d'aimer[6]
- 33 tours Barclay XBLY80422[7] : Non, je n'ai rien oublié